# Alexander Semonowitsch Feklisow

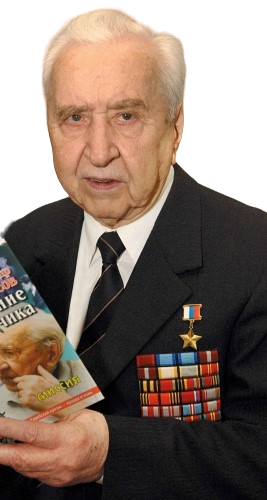
Alexander Semonowitsch Feklisow

Alexander Semionowitsch Feklisow – Александр Семенович Феклисов – (* 9. März 1914 in Moskau; † 26. Oktober 2007 ebenda) war ein sowjetischer Funktechniker, Offizier des sowjetischen Geheimdienstes NKWD im Innenministerium und später des Volkskommissariats für Staatssicherheit (NKGB) der UdSSR.

## Leben
Als Sohn eines Eisenbahners wurde Alexander Semionowitsch Feklisow in Russland geboren. Nach dem Schulbesuch begann er eine Ausbildung als Funktechniker und absolvierte bis 1939 ein Studium an der Radiofakultät des Moskauer Instituts für Kommunikation. Während dieser Zeit wurde er Mitglied der Kommunistischen Partei der Sowjetunion (KPdSU). Mit Studienabschluss schlug er einen Berufsweg als Offizier in der Auslandsorganisation des NKWD, dem Geheimdienst des Innenministeriums ein. Zur weiteren Ausbildung wurde er von dort an die Schule der Hauptdirektion für Staatssicherheit delegiert. Während dieser Zeit spezialisierte er sich im Länderbereich Amerika für die USA.
Sein erster Auslandseinsatz führte Alexander Feklisow ab Februar 1941 als Funker an das sowjetische Konsulat in New York. Sein Vorgesetzter war hier der NKWD-Offizier Anatoli Jaskow (1913–1993), der in den USA unter dem Namen „Jakowlew“ arbeitete. Bedingt durch den ab Sommer herrschenden Kriegszustand seines Landes, der durch den Überfall Deutschlands im Juni 1941 auf die Sowjetunion entstanden war, wurde er recht schnell mit weiteren Aufgabenstellungen betraut und in die Tätigkeiten zur Gewinnung sowie Führung von geheimen Informanten eingezogen. Ab diesem Zeitpunkt nannte er sich Alexander Fomin und führte den Decknamen „Kalistrat“. Zum Netzwerk seiner Informanten gehörten unter anderen der Ingenieur Joel Barr (1916–1998), der Elektrotechniker Julius Rosenberg (1918–1953) und der Ingenieur Alfred Sarant (1918–1979), die alle zur Beschaffung von Informationen aus der Industrieforschung eingesetzt waren. Das erfolgte vor allem mit der Motivation, der Sowjetunion in ihrem außerordentlich schweren Kampf gegen den Aggressor Hitlerdeutschland, alle erdenkliche Unterstützung zu gewähren. In diesem Sinne hatten im Mai 1942 der sowjetische Außenminister Wjatscheslaw Michailowitsch Molotow (1890–1986) und der britische Botschafter in Moskau Stafford Cripps (1889–1952) einen für zunächst 20 Jahre gültigen Vertrag der gegenseitigen Hilfe und Unterstützung, die für den gemeinsamen Feind Deutschland notwendig sind, unterzeichnet.
Allein in den Jahren von 1944 bis 1946 fanden wenigstens 50 Treffen zwischen Alexander Feklisow und Rosenberg statt, bei denen streng geheime Informationen über Entwicklungen der amerikanischen Elektrotechnik übergeben und ein Ring an Informanten sowie deren konspirative Sicherstellung über mehrere Jahre aufrechterhalten wurde. Das hatte aber nichts mit der Entwicklung der Atomwaffe zwischen Großbritannien, Kanada und den USA, dem Manhattan-Projekt zu tun. Die Anleitung Rosenbergs hatte Feklisow erst 1944 übernommen und entwickelte zu ihm in dieser Zeit eine aufrichtige Freundschaft. Diese Treffen, so äußerte er sich später, gehörten „zu den glücklichsten Momenten meines Lebens“. Auf Rosenbergs Vorschlag bezogen sie ab November 1944 auch David Greenglass (1922–2014), der zu dem Zeitpunkt kurzfristig als Maschinist zum „Manhattan-Projekt“ abkommandiert war, mit ein. Jedoch war er durch seine geringe Position nicht in der Lage relevante Informationen aus diesem Bereich zu erhalten. Nach dem erfolgreichen Test der Atombombe am 16. Juli 1945 waren sie miteinander zu der Überzeugung gekommen, dass es sich nicht um die Waffe der USA, sondern eine Entwicklung handelt, an der ein internationales Forscherteam gearbeitet hat. Danach wechselte Feklisow an die sowjetische Botschaft nach London.
Die mit diesem Ortswechsel verbundene Aufgabe bestand ab 1947 für Alexander Feklisow darin, den von Los Alamos nach Großbritannien zurückgekehrten Atomphysiker Klaus Fuchs (1918–1988), der bereits seit 1942 als Informant für das NKWD tätig war, weiterzuführen. Die erste Zusammenkunft fand am 27. September 1947 in London, Green Wood statt. Zu diesem Termin brachte Fuchs ein Notizbuch mit 40 eng beschriebenen Seiten über den aktuellen Forschungsstand der Kernspaltung mit. Dazu gehörte auch eine Auswertung der Explosionskraft der Bomben von Hiroshima und Nagasaki. Fuchs war 1946 zur Fortsetzung des Atomforschungsprogramms nach Großbritannien zurückgekehrt, da die englische Regierung die Entscheidung getroffen hatte, nach den USA nun auch selbst über das Geheimnis der Atombombe verfügen zu wollen. Von den elf vereinbarten Treffen haben nur sechs tatsächlich, vor allem aus Sicherheitsgründen, stattgefunden. Dabei übergab Fuchs insgesamt 90 Dokumente. Die letzte Zusammenkunft fand am 1. oder 2. April 1949 statt. Dabei brachte Fuchs zum Ausdruck, dass er seinen Auftrag mit dem Zeitpunkt als beendet betrachtet, wenn der UdSSR die erste eigene Kernexplosion gelungen ist. Danach war sein Plan, nach Ostdeutschland zu seinem kranken Vater zurückzukehren. Am 23. August zündete die Sowjetunion die erste Atombombe auf dem Testgelände in Kasachstan. Und Fuchs traf ab September Vorbereitungen für seine Heimreise. Doch dazu kam es nicht, da er nach drei Befragungen durch MI-5, dann am 24. Februar 1950 selbst ein Geständnis über seine Zusammenarbeit mit dem sowjetischen Geheimdienst ablegte. Daraufhin wurde er verhaftet und am 1. März von einem englischen Gericht, an nur einem Verhandlungstag, zu 14 Jahren Haft verurteilt. Zwei Informanten aus dem Netzwerk von Julius Rosenberg konnten sich rechtzeitig, kurz vor ihrer Enttarnung, mit Unterstützung des NKWD, ins Ausland absetzen. Ihr Führungsoffizier Feklisow kehrte in die Sowjetunion zurück. Am 7. Juli 1950 wurde Julius Rosenberg vom FBI wegen des Verdachts der Spionagetätigkeit verhaftet. Gemeinsam mit David Greenglass wurde er 1951 angeklagt.
Ein weiterer Auslandseinsatz führte Alexander Feklisow 1955 in die Tschechoslowakei. Hierhin hatten sich Joel Barr und Alfred Sarant, nach ihrer Flucht aus den USA, zurückgezogen. Sie lebten unter einer anderen Identität seit 1951 in Prag. Zu zweit trafen sie sich 1955 mit Feklisow und besprachen unter anderem die weitere Integration in das gesellschaftliche Leben. Die entsprechenden Schritte wurden anschließend in die Wege geleitet und Feklisow kehrte nach Moskau in die KGB-Zentrale zurück. Hier übernahm er in der Ersten Hauptdirektion des Bereiches Auslandsaufklärung die Leitung der Sektion USA. Im folgenden Jahr übersiedelte Barr nach Leningrad und wurde auf dem Stellvertreterposten eines Forschungsinstitutes für militärische Elektronik mit der Bezeichnung LKB tätig. Auch Sarant übersiedelte in die Sowjetunion. Zuerst führte ihn im Dezember 1955 sein Weg nach Moskau. Ein Jahr darauf wechselte auch er nach Leningrad als Chefingenieur an das gleiche Forschungsinstitut wie Barr.
Als sich die Rahmenbedingungen des „kalten Krieges“ zwischen dem westlichen und dem östlichen Machtblock Anfang der 1960er Jahre immer mehr zuspitzten, wurde Alexander Feklisow nach Washington versetzt und übernahm hier unter seinem Decknamen Alexander Fomin die Residentur des KGB. Von besonderer Bedeutung waren hier seine Wahrnehmungen vor-Ort und darauf basierende Berichterstattung an einem der Schlüsselpunkte dieses Welt-Konfliktes während der Kuba-Krise 1962. Durch sein Wirken nach der Stationierung von NATO-Raketen in der Türkei, sowjetischer Raketen auf Kuba gelang es, beide Seiten zu einem Abwiegeln in dieser außerordentlich zugespitzten Situation zu bewegen. Im Ergebnis wurde durch John F. Kennedy (1917–1963) für die USA keine Entscheidung für einen militärischen Schritt gegen Kuba und für die sowjetische Seite durch Nikita Sergejewitsch Chruschtschow (1894–1971) entschieden, die Stationierung der Raketen auf Kuba wieder rückgängig zu machen. Ohne die Weltöffentlichkeit davon in Kenntnis zu setzen, wurden auch die NATO-Raketen in der Türkei zurückgebaut. Zwei Jahre später kehrte Feklisow nach Moskau zurück und nahm eine Lehrtätigkeit am Institut „Rotes Banner“ der Akademie für die Führungskräfteausbildung des KGB auf. Bis zu seiner Pensionierung 1974 verblieb er dort als Dozent.
Wenige Jahre darauf begann Alexander Feklisow mit der Niederschrift seiner Erinnerungen und setzte sich in verschiedenen Publikationen mit historischen Fragen der Entwicklung beider Gesellschaftssysteme, speziell an der geheimdienstlichen Front, auseinander. Als erste große Ausarbeitung erschien 1994 das Buch „Za okeanom i na ostrove: zapiski razvedčika“, in dem er, angelehnt an seine eigene Tätigkeit in den USA und England über die Arbeit des NKWD zur Beschaffung von geheimen Informationen schrieb. Im Weiteren wurden von ihm historische Ereignisse und handelnde Personen vorgestellt, die in den 1940er bis 1960er Jahren in diesem speziellen Sektor bisher kaum der Öffentlichkeit bekannt gemacht worden sind. Es folgten weitere Publikationen von ihm, in denen er eigenes Erleben aus seiner Arbeit als Geheimdienstoffizier niederschrieb. Von besonderem Stellenwert ist hier das Buch „The Man Behind the Rosenbergs“ das er 2001 gemeinsam mit dem Schriftsteller Sergeij Kostin herausgab.
Alexander Feklisow verstarb am 26. Oktober 2007 im Alter von 93 Jahren in Moskau.

## Publikationen
- Za okeanom i na ostrove: zapiski razvedčika (За Океаном И На Острове. Записки Разведчика), DEM-Verlag Moskau 1994.
- Priznanie razvedčika, Olma-Press Verlag 1999.
- gemeinsam mit Sergeij Kostin: The Man Behind the Rosenbergs, 2001, ISBN 1-929631-08-1.
- Der Mann hinter den Rosenbergs. Enigma Books.  2001. ISBN 978-1-929631-08-7.